# Сосна-Кіцкі
Сосна-Кіцкі (пол. Sosna-Kicki) — село в Польщі, у гміні Сухожебри Седлецького повіту Мазовецького воєводства.
Населення — 56 осіб (2011).
У 1975-1998 роках село належало до Седлецького воєводства.

## Демографія
Демографічна структура станом на 31 березня 2011 року:
|          | Загалом | Допрацездатний вік | Працездатний вік | Постпрацездатний вік |
| -------- | ------- | ------------------ | ---------------- | -------------------- |
| Чоловіки | 24      | 3                  | 14               | 7                    |
| Жінки    | 32      | 9                  | 13               | 10                   |
| Разом    | 56      | 12                 | 27               | 17                   |